# Stor-Tjärget
Stor-Tjärget är en sjö i Arvidsjaurs kommun i Lappland och ingår i Piteälvens huvudavrinningsområde. Sjön har en area på 1,9 kvadratkilometer och ligger 317 meter över havet. Stor-Tjärget ligger i Piteälven Natura 2000-område. Sjön avvattnas av vattendraget Tjärgetbäcken.

## Delavrinningsområde
Stor-Tjärget ingår i det delavrinningsområde (732892-167383) som SMHI kallar för Utloppet av Stor-Tjärget. Medelhöjden är 355 meter över havet och ytan är 12,25 kvadratkilometer. Det finns inga avrinningsområden uppströms utan avrinningsområdet är högsta punkten. Tjärgetbäcken som avvattnar avrinningsområdet har biflödesordning 3, vilket innebär att vattnet flödar genom totalt 3 vattendrag innan det når havet efter 151 kilometer. Avrinningsområdet består mestadels av skog (73 procent). Avrinningsområdet har 1,87 kvadratkilometer vattenytor vilket ger det en sjöprocent på 15,2 procent.